# La Piste des Sioux
La Piste des Sioux est le neuvième album de la série de bande dessinée Blueberry de Jean-Michel Charlier (scénario) et Jean Giraud (dessin). Il a d'abord été prépublié dans Pilote avant d’être publié en album en 1971. C'est le troisième du cycle du cheval de fer (quatre tomes).

## Résumés

### Court
Malgré les dénégations de MacClure et de Red Neck, un officier de l’Union Pacific (UP) affirme que Blueberry a volé l'argent destiné aux travailleurs de l'UP. Par la suite, les deux forgent un plan pour faire lever le siège du camp de tête de l'UP : faire croire qu'un régiment se dirige vers la région pour combattre les indiens. De son côté, capturé par des indiens menés par un bandit, Blueberry décide de révéler l'endroit où se trouve l'argent. Plus tard, le bandit se rend compte que Blueberry l'a trompé. Ne voulant pas acheter d'armes pour le compte des indiens, il s'enfuit avec sa bande. Blueberry, profitant de la situation, exige que les indiens cessent leurs attaques. Le camp de tête est sauvé, mais le bandit est toujours dans la région.

### Détaillé
En première page de l'album, les auteurs résument les précédents albums du cycle.
Au bureau de l'Union Pacific (UP) à Julesberg, MacClure et Red Neck rendent compte de l'échec de la mission de ravitaillement. L'un des officiers de l'UP, Sharp, doute de l'honnetêté de Blueberry : « Il nous a tous roulés, et vous les premiers, triples-buses ! » MacClure et Red Neck, enragés par les propos de Sharp, frappent les hommes présents, MacClure promettant pire de la part de Blueberry.

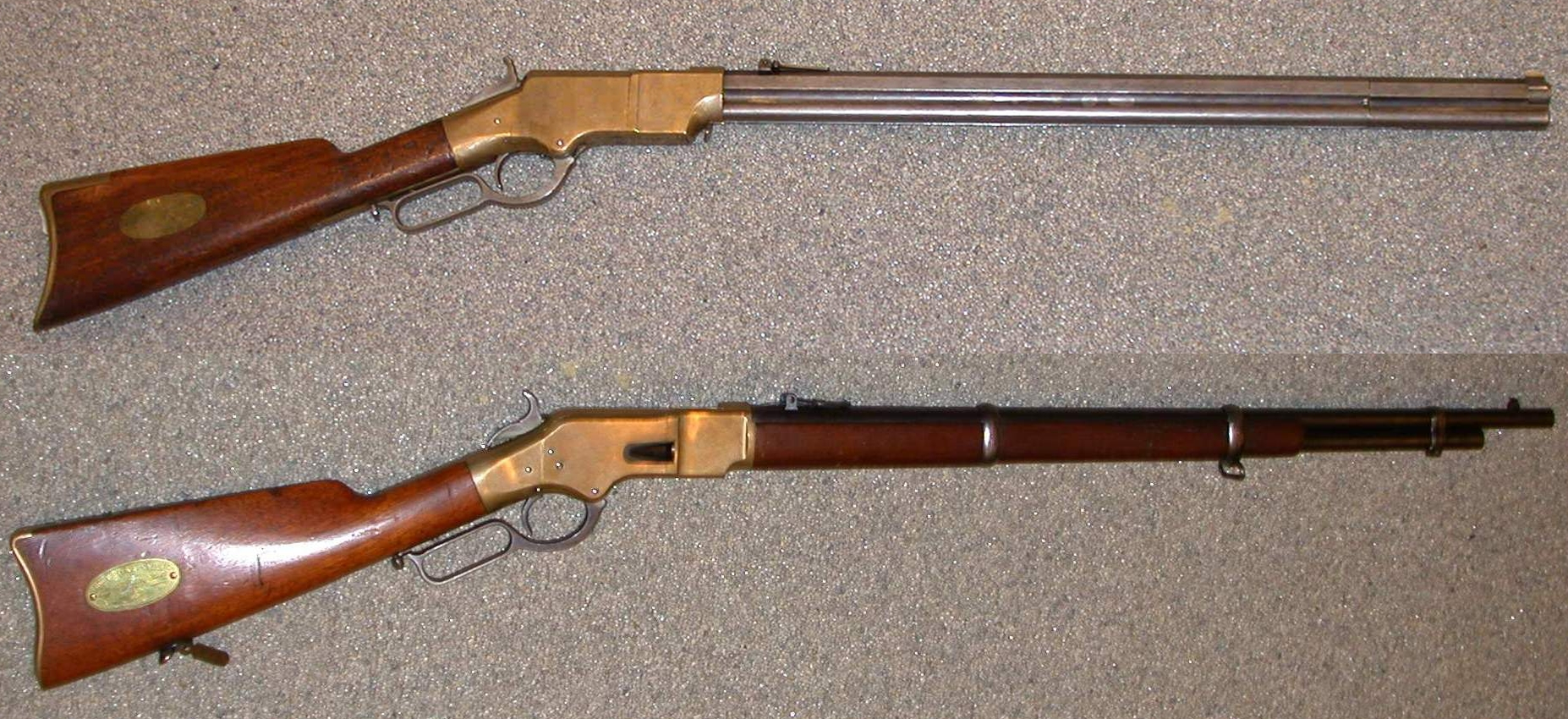
Des fusils à répétition de marque Winchester, la Henry Rifle et une Winchester Mod 1866 Musket.

De son côté, Blueberry se dirige vers le camp de tête de l'UP, mais il est précédé et capturé par des indiens menés par Steelfingers. Sous la menace de la torture, il promet de guider Steelfingers à la sacoche qu'il a enterrée près d'un cours d'eau à trois jours de leur position. Le lendemain, Blueberry apprend que les indiens attendent de recevoir des fusils avant de se lancer dans une confrontation plus violente. Il affirme que les indiens ne recevront aucun fusil de la part de Steelfingers, et rajoute que « [c'est] Main-de-fer qui tuait les bisons et attaquait lâchement les "tipis" des Sioux ». Furieux, Steelfingers lui donne un coup de sa main artificielle pour le faire taire. L'un des chefs indiens intime à Steelfingers de ne plus frapper Blueberry sans sa permission.
À Julesberg, MacClure s'apitoie sur le sort de Blueberry, alors que Red Neck lui demande de se taire et de l'aider à trouver un moyen pour empêcher les indiens d'attaquer le camp de tête de l'UP. Involontairement, MacClure offre une solution : « c'est l'annonce de l'arrivée imminente d'un ou deux régiments de cavalerie ! » Quelques instants plus tard, profitant de la nuit, les deux s'éloignent à cheval en direction de l'est en suivant le chemin de fer. Après quelques heures de chevauchée, ils s'arrêtent près d'un poteau télégraphique. Red Neck coupe l'un des fils à l'aide d'une balle bien ajustée. Il enroule l'un des fils sur son revolver et l'autre sur son fusil : il a ainsi formé un manipulateur de télégraphe élémentaire. Il forge un message à l'intention du bureau du télégraphe à Julesberg, message qui annonce l'arrivée imminente de soldats.
Une fois son message envoyé, il coupe tous les fils. De cette façon, les gens à Julesbeg ne pourront obtenir une confirmation de la teneur du message. Les deux hommes retournent rapidement à Julesberg pour cacher leur sortie. Au bureau du responsable militaire, les gradés apprennent que « [les] troupes du général Allister roulent déjà vers Julesberg », lequel exige que des patrouilles de reconnaissance soient envoyées en direction du camp de tête de Dodge.

L'Oncle Sam peint par James Montgomery Flagg pendant la Première Guerre mondiale.

Au saloon de Julesberg, des clients discutent avec animation de l'arrivée des soldats. L'un de ceux-ci, ressemblant à Oncle Sam, affirme que « [j'ai] servi sous ses ordres... Pour ce qui est de casser de l'indien, il s'y connaît. » L'un des employés, un métis, part prévenir les indiens du danger qui les guette.
Blueberry a guidé Steelfingers et des indiens vers la prétendue cachette. Lorsque Steelfingers lui demande plus de précision, Blueberry lui affirme qu'il a enterré la sacoche de nuit près d'un pin. Pendant qu'ils creusent, des indiens décodent des signaux de fumée qui annoncent « l'arrivée prochain d'une multitude de tuniques bleues ». Steelfingers affirme que c'est impossible. Une heure après, le métis confirme l'arrivée des soldats. Après quelques discussions animées, les indiens sont convaincus que des soldats sont en route pour les combattre.
Steelfingers, inquiet, demande à Chris où en sont les recherches pour retrouver la sacoche : « Aucune trace du magot ! » Furieux, il menace Blueberry de son couteau, qui lui réplique que « [l'argent] est maintenant en sécurité à Julesberg ». Voulant se venger, Steelfingers s'apprête à le tuer d'un coup de couteau, mais l'un des chefs indiens s'interpose. Il exige que Steelfingers fournisse les armes promises. Steelfingers lui réplique que « Pas de dollars, pas de fusils ». Red Cloud exige à nouveau que Steelfingers leur ramène des fusils, ce que Steelfingers promet. Blueberry affirme avec force que Steelfingers ment. Après avoir empêché Steelfingers de donner un coup à Blueberry, Red Cloud exige que ses hommes lui ramènent des fusils, sinon il sera attaché au poteau de torture d'ici quelques jours. Steelfingers rédige un message à l'intention de ses hommes.

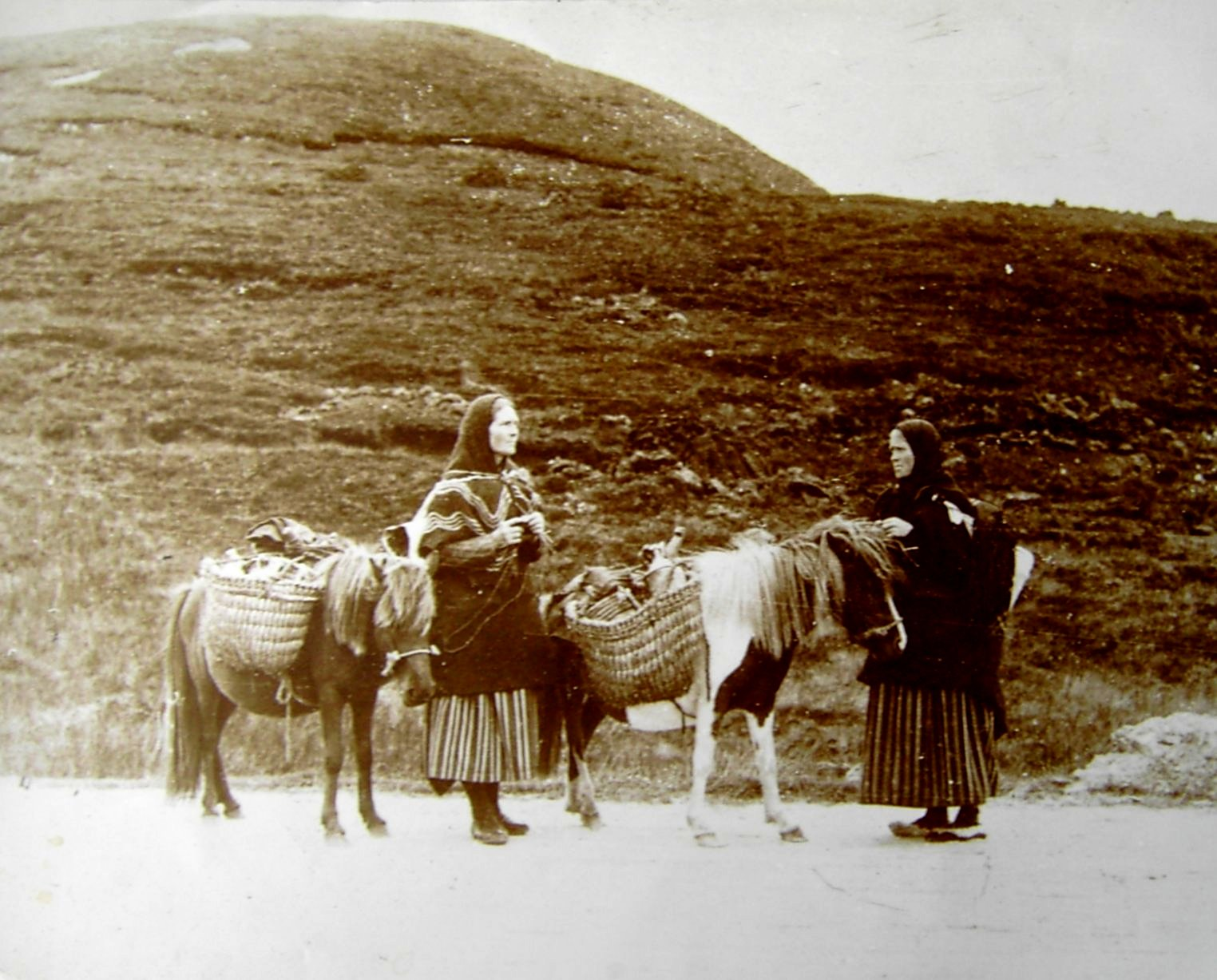
Ponies dans les Shetland. Photographie prise vers 1900.

Le message ordonne à Chris d'abattre les deux indiens qui gardent les ponies et de s'enfuir, les deux sur le même cheval, à toute vitesse. « Soudain, avec un synchronisme parfait et une rapidité foudroyante », les deux bandits exécutent le plan. Les hommes de la bande tuent à bout portant tout indien qui veut s'interposer.
Les chefs indiens comprennent qu'ils ont été trompés. Ils sont prêts à « mourir en braves », mais Blueberry les détrompe en leur affirmant que les chefs blancs préfèrent une « mauvaise paix » à la « meilleure des guerres ». Il est prêt à parler au nom des indiens, mais exige que ceux-ci se retirent dans les Black Hills, là où ils pourront se protéger des blancs tout en montrant un signe de bonne volonté. Les chefs acceptent.
Blueberry demande aux chefs indiens ce qu'ils sont prêts à donner en échange d'une paix durable. Ils promettent de cesser de s'opposer à la construction du chemin de fer. Le lendemain, un défenseur du camp de tête de l'UP découvre que les indiens ont levé le camp : ils ont tous reçu l'ordre de se rendre dans les Black Hills.
Blueberry, dès qu'il s'est éloigné du campement indien, se rend à l'endroit où il a caché la sacoche. Cependant, Chris le repère à l'aide de jumelles et en informe les membres de sa bande. À Julesberg, Sharp somme MacClure et Red Neck de l'amener à la cachette de la sacoche. Après avoir déterré la sacoche, Blueberry est surpris, et désarmé, par la bande de Steelfingers. Les bandits veulent immédiatement leur part, mais Steelfingers freine leur ardeur, leur rappelant qu'ils sont poursuivis « par les rouges et par les blancs » et suggère d'attendre plus tard pour le partage.

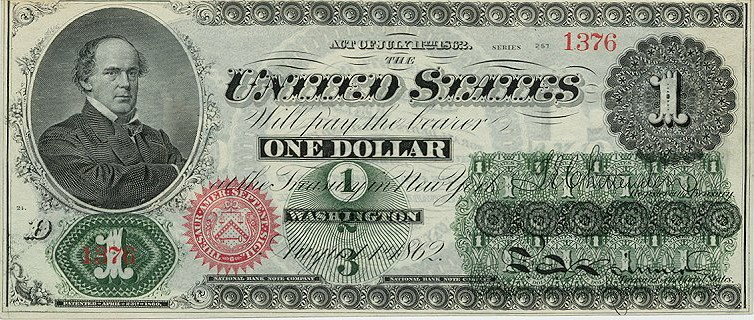
Recto du premier billet officiel de 1 dollar américain, billet émis en 1862.

Alors que les bandits s'apprêtent à torturer Blueberry, celui-ci se défend avec vigueur, donnant au passage un coup de pied à la tête de Steelfingers. Blueberry est aussitôt assommé. L'un des hommes de la bande alerte ses compagnons que des hommes à cheval s'approchent. Steelfingers suggère de laisser « deux ou trois mille dollars » dans une poche de Blueberry : il sera ainsi sommairement jugé coupable du vol de la sacoche.
Les hommes venus de Julesberg découvrent Blueberry inconscient et seul. Sharp, en voyant les billets de banque dans sa poche, l'accuse d'avoir volé l'argent. Blueberry se défend et accuse les hommes de la bande de Steelfingers du vol. De plus, il affirme qu'il a reçu pleins pouvoirs pour négocier au nom des indiens. MacClure et Red Neck doutent de ses affirmations, car il se trouve loin de l'endroit où il devait être. Sharp convainc les soldats qui l'accompagnent de menotter Blueberry. À sa demande, MacClure et Red Neck vont chercher le général Dodge pour l'innocenter. Sharp exige qu'ils soient également arrêtés, en vain.
De leur côté, Steelfingers et Chris complotent pour partager les dollars de la sacoche : Steelfingers affirme posséder une bouteille d'alcool droguée, « une précaution qui date du temps où [il était] joueur professionnel ». Si Chris en propose, les autres membres de la bande se méfieront moins. En effet, ils désarment Steelfingers lorsqu'ils font une pause pour manger et boire. Juste avant le partage, Chris offre à boire : l'alcool contient un poison qui tuent tous ceux qui en ont bu. Voyant Steelfingers désarmé, Chris tente de l'abattre, mais l'autre « [a] tout prévu, y compris glisser discrètement ce "Derringer" » dans la sacoche.
À Julesberg, des clients du saloon accusent sommairement Blueberry d'avoir volé les 300 000 dollars destinés aux travailleurs de l'UP. Plusieurs « durs » décident de le pendre, car ils croient que l'armée « fera traîner l'affaire », puis n'en parlera plus. Au bureau de l'officier militaire, les gens sur place apprennent que des hommes veulent lyncher Blueberry. Alors qu'il est emmené par quelques soldats et le shérif à la prison de Julesberg, des hommes les attaquent.

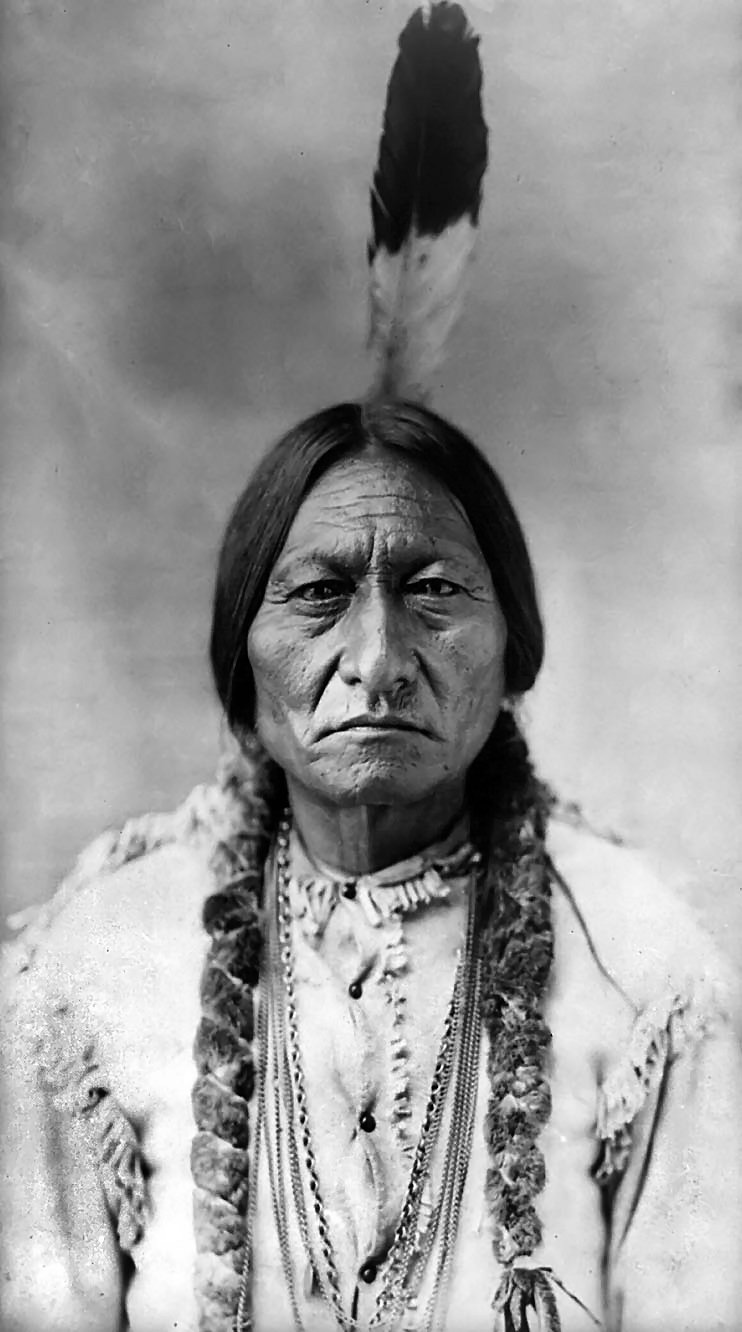
Sitting Bull en 1885.

Steelfingers, chevauchant dans une forêt, est heureux de son sort, car Blueberry sera accusé à sa place et tous les membres de sa bande sont morts. Cependant, le coup de feu de son Derringer a suffi pour diriger Sitting Bull et ses chasseurs vers lui. Steelfingers est prêt à donner les dollars de la sacoche, mais Sitting Bull veut autre chose.
Au saloon de Julesberg, des hommes exigent la mort de Blueberry. Stimulés par la haine et l'alcool, plusieurs se dirigent vers la prison. Le shérif et son aide ne parviennent pas à les calmer et des hommes forcent le passage vers l'intérieur de son bureau. Blueberry s'empare d'un revolver et menace les attaquants de leur tirer dessus. Voyant qu'ils ne parviendront pas à s'en emparer, des hommes vont chercher des barils de pétrole pour mettre le feu à la prison. Mais Blueberry crève les barils à coups de fusils alors qu'ils sont dans la rue et menace d'y mettre le feu si des hommes s'approchent de la prison.
Au matin, Blueberry ne peut se déterminer à tuer vingt hommes, « [même] si ce sont des crétins ». Il propose de se rendre, mais exige d'être jugé. Alors que le shérif lui promet un tribunal impartial, des « durs » décident de l'abattre au moment où il sortira de la prison. Au moment où ils s'apprêtent à tirer, un contingent de soldats, menés par le général Dodge, arrivent en ville, ce qui interrompt leur lancée. Dodge raconte rapidement à Blueberry les derniers développements, dont l'arrivée du général Allister qui « a tous pouvoirs », mais ordonne à Blueberry de se rendre au fort où il sera emprisonné tant que l'argent ou le voleur ne sera pas retrouvé.
Après quelques jours, Red Neck, envoyé pour obtenir une rencontre avec les chefs indiens, arrive au fort et annonce au général Dodge que les chefs sont prêts à parlementer si Blueberry se trouve parmi les hommes blancs. Sharp craint un guet-apens, car les indiens exigent que tous les blancs présents aux négociations soient désarmés. Dodge, indécis, demande l'avis de Blueberry. Celui-ci lui réplique qu'il faut saisir cette dernière chance, et que Dodge peut se fier « à la parole de Nuage-Rouge... C'est un adversaire loyal ». Pour empêcher Blueberry de s'enfuir, Sharp exige qu'il soit menotté.
Quelques jours plus tard, les parlementaires blancs se rendent au lieu du rendez-vous fixé. Après une heure d'attente, les plus importants chefs indiens de la région arrivent en portant un drapeau blanc. À son désarroi, Blueberry découvre que la main artificielle de Steelfingers orne la poitrine de Sitting Bull. Il est certain qu'il ne peut plus prouver son innocence, car « les indiens se moquent de l'argent ». Le général Dodge lui suggère d'interroger Sitting Bull. Celui-ci, après avoir raconté qu'il a tué Steelfingers en combat singulier, jette par terre la sacoche qui contient les dollars. Sharp admet qu'il s'est trompé, mais Blueberry lui assène un coup de poing dans la figure pour se venger.
Lors des pourparlers de paix, les chefs indiens indiquent que la saison de chasse aux bisons commencera bientôt. Ils demandent que les blancs n'attaquent aucun village pendant que les hommes iront chasser et exigent que Blueberry jure que cette entente tiendra jusqu'à la fonte des neiges, moment où ils seront prêts à signer un traité de paix permanent. Blueberry est réticent, mais Dodge lui demande de le faire et s'engage à faire respecter cet accord, car « [ce] serait une catastrophe pour l'U.P. » Blueberry donne son accord.
Les soldats envoyés en renfort, commandés par le général Allister, arrivent à Julesberg le soir de la même journée. Le général et l'un de ses aides discutent de la situation qui prévaut en région. Allister affirme qu'ils feront « figure de sauveurs », car « de tous côtés, on [le] presse d'en finir avec cette vermine indienne ». Alors que Blueberry, MacClure et Red Neck retournent à Julesberg en compagnie de soldats, ils ont une mine sombre. Sharp ne comprend pas, car la guerre est terminée, Steelfingers est mort et l'argent retrouvé : ils peuvent rentrer « à Julesberg la tête haute ». Blueberry lui réplique que Allister est « un arriviste sans scrupule » et que « trop de gens convoitent les terres des Sioux ».
Alors qu'ils sont près de Julesberg, MacClure s'exclame sur le nombre de soldats en présence : « sacré déploiement de force ! » Blueberry se rend à la tente abritant le général Allister et ses aides pour y remettre un message de Dodge. Allister le dispute sur sa tenue et exige qu'il aille se nettoyer et se mette en uniforme avant de lui remettre le message. Une heure plus tard, Allister lit le message et rejette l'entente, car il est seul autorisé à traiter avec les indiens. Par la suite, pour diverses raisons, il met Blueberry aux arrêts. Une demi-heure plus tard, Allister déclare son désir de « mater » les indiens.
Au saloon de Julesberg, MacClure est triste pour Blueberry : « On n'est pas près de revoir le gamin ! » Après avoir « noyé » leur peine, les deux s'engagent comme « conducteurs de mules ». MacClure veut pouvoir aider Blueberry, car il sera probablement engagé de force dans la guerre à venir contre les indiens. Malgré leur ivresse, MacClure et Red Neck démontrent qu'ils sont tous deux capables de casser une pipe à l'aide d'un fouet. Le général Allister, témoin de leur prouesse, autorise leur embauche.
Une heure plus tard, les deux visitent discrètement Blueberry, qui leur dit d'aller voir Dodge pour qu'il empêche cette guerre. Lorsqu'ils veulent sortir du camp, une sentinelle les bloque, car « [tout] le camp est consigné jusqu'au départ de la colonne, demain, dans la journée ! »

## Personnages principaux
- Blueberry : lieutenant de cavalerie recruté comme responsable de la sécurité des chantiers de construction de l'Union Pacific. Selon le général Dodge, c'est « [une] tête brûlée, mais un homme remarquable[31] ».
- Jethro « Steelfingers » Diamond (le patronyme n'est mentionné qu'à partir de la planche 1 de La Piste des Sioux) : bandit peu scrupuleux, qui est à la solde de la Central Pacific.
- MacClure : vieil homme alcoolique[32] et compagnon d'aventures de Blueberry.
- Red Neck : aventurier travaillant pour le compte de l'Union Pacific, lequel s'est pris d'affection pour Blueberry et MacClure[33].
- Général Dodge[note 1] : militaire américain qui a confiance dans les capacités de Blueberry, malgré son caractère.
- Sharp : l'un des officiers de l'Union Pacific[34],[3].
- Chris : bandit faisant partie de la bande de Steelfingers[35],[13].
- Général Allister : surnommé « Tête Jaune », il apparaît à partir de la page 42 de l'album. Selon Blueberry, c'est un « arriviste sans scrupule » et un « ambitieux acoquiné avec des politiciens véreux ». Allister affirme qu'il veut « en finir avec cette vermine indienne »[27].

## Éditions
- La Piste des Sioux, 1971, Dargaud, 48 p. 
  - Ré-édition en 1994.  (ISBN 2-205-04337-4)
  - Ré-édition en 1998.  (ISBN 2-205-04337-4)